# National Youth Competition 2008
Die National Youth Competition 2008 (aus Sponsoringgründen auch als Toyota Cup 2008 bezeichnet) war die erste Saison der National Youth Competition, der australisch-neuseeländischen U-20-Rugby-League-Meisterschaft. Den ersten Tabellenplatz nach Ende der regulären Saison belegten die Canberra Raiders, die im Finale 28:24 gegen die Brisbane Broncos gewannen.

## Tabelle
|      | Team                          | Spiele | Siege | Unent. | Ndlg. | Spiel- punkte | Diff. | Tabellen- punkte |
| ---- | ----------------------------- | ------ | ----- | ------ | ----- | ------------- | ----- | ---------------- |
| 01.  | Canberra Raiders              | 24     | 18    | 0      | 6     | 744:581       | + 163 | 40               |
| 02.  | Brisbane Broncos              | 24     | 15    | 1      | 8     | 684:476       | + 208 | 35               |
| 03.  | New Zealand Warriors          | 24     | 14    | 3      | 7     | 721:533       | + 188 | 35               |
| 04.  | Penrith Panthers              | 24     | 15    | 1      | 8     | 692:583       | + 109 | 35               |
| 05.  | Parramatta Eels               | 24     | 14    | 3      | 7     | 578:564       | + 14  | 35               |
| 06.  | St. George Illawarra Dragons  | 24     | 13    | 2      | 9     | 561:520       | + 41  | 32               |
| 07.  | Canterbury-Bankstown Bulldogs | 24     | 12    | 3      | 9     | 711:587       | + 124 | 31               |
| 08.  | Gold Coast Titans             | 24     | 13    | 1      | 10    | 686:567       | + 119 | 31               |
| 09.  | Wests Tigers                  | 24     | 13    | 0      | 11    | 620:623       | - 3   | 30               |
| 010. | South Sydney Rabbitohs        | 24     | 11    | 2      | 11    | 618:584       | + 34  | 28               |
| 011. | Manly-Warringah Sea Eagles    | 24     | 11    | 0      | 13    | 519:532       | - 13  | 26               |
| 012. | Newcastle Knights             | 24     | 8     | 1      | 15    | 526:630       | - 104 | 21               |
| 013. | Melbourne Storm               | 24     | 8     | 1      | 15    | 512:638       | - 126 | 21               |
| 014. | Cronulla-Sutherland Sharks    | 24     | 6     | 1      | 17    | 394:666       | - 272 | 17               |
| 015. | Sydney Roosters               | 24     | 6     | 0      | 18    | 480:721       | - 241 | 16               |
| 016. | North Queensland Cowboys      | 24     | 4     | 3      | 17    | 455:696       | - 241 | 15               |

- Da in dieser Saison jedes Team zwei Freilose hatte, wurden nach der Saison zur normalen Punktezahl noch 4 Punkte dazugezählt.

## Playoffs

### Ausscheidungs/Qualifikationsplayoffs
| 12. September 17:30 | Brisbane Broncos | 28 : 22 | Canterbury-Bankstown Bulldogs | Sydney Football Stadium, Sydney Schiedsrichter: Gerard Sutton |
| 12. September 17:30 |                  |         |                               | Sydney Football Stadium, Sydney Schiedsrichter: Gerard Sutton |

| 13. September 16:15 | Canberra Raiders | 43 : 12 | Gold Coast Titans | Remondis Stadium, Sydney Schiedsrichter: Alan Shortall |
| 13. September 16:15 |                  |         |                   | Remondis Stadium, Sydney Schiedsrichter: Alan Shortall |

| 13. September 18:15 | Penrith Panthers | 16 : 24 | Parramatta Eels | Brookvale Oval, Sydney Schiedsrichter: Phillip Haines |
| 13. September 18:15 |                  |         |                 | Brookvale Oval, Sydney Schiedsrichter: Phillip Haines |

| 14. September 13:45 | New Zealand Warriors | 47 : 20 | St. George Illawarra Dragons | Olympic Park Stadium, Melbourne Schiedsrichter: Chris James |
| 14. September 13:45 |                      |         |                              | Olympic Park Stadium, Melbourne Schiedsrichter: Chris James |

### Viertelfinale
| 19. September 18:15 | New Zealand Warriors | 38 : 4 | Penrith Panthers | Mount Smart Stadium, Auckland Schiedsrichter: Phillip Haines |
| 19. September 18:15 |                      |        |                  | Mount Smart Stadium, Auckland Schiedsrichter: Phillip Haines |

| 20. September 17:30 | Parramatta Eels | 22 : 23 | St. George Illawarra Dragons | Suncorp Stadium, Brisbane Schiedsrichter: Chris James |
| 20. September 17:30 |                 |         |                              | Suncorp Stadium, Brisbane Schiedsrichter: Chris James |

### Halbfinale
| 26. September 17:30 | Canberra Raiders | 18 : 14 | St. George Illawarra Dragons | Sydney Football Stadium, Sydney Schiedsrichter: Phillip Haines |
| 26. September 17:30 |                  |         |                              | Sydney Football Stadium, Sydney Schiedsrichter: Phillip Haines |

| 27. September 17:30 | Brisbane Broncos | 28 : 26 | New Zealand Warriors | Sydney Football Stadium, Sydney Schiedsrichter: Chris James |
| 27. September 17:30 |                  |         |                      | Sydney Football Stadium, Sydney Schiedsrichter: Chris James |

### Grand Final
| 5. Oktober 2008 14:15 | Canberra Raiders                                                | 28 : 24 n. V. | Brisbane Broncos                                                 | ANZ Stadium, Sydney Schiedsrichter: Shayne Hayne |
| 5. Oktober 2008 14:15 | Versuche: Picker (2), Dugan, Low, Smith Erhöhungen: Dugan (4/5) | (16:12)       | Versuche: Yow Yeh (2), Gibb, Hunt, Spence Erhöhungen: Hunt (2/5) | ANZ Stadium, Sydney Schiedsrichter: Shayne Hayne |

## Statistik
Meiste erzielte Punkte
|     | Name              | Punkte | Verein                        |
| --- | ----------------- | ------ | ----------------------------- |
| 1.  | Ben Barba         | 254    | Canterbury-Bankstown Bulldogs |
| 2.  | Kevin Locke       | 236    | New Zealand Warriors          |
| 3.  | Josh Dugan        | 226    | Canberra Raiders              |
| 4.  | Ben Hunt          | 166    | Brisbane Broncos              |
| 5.  | Lachlan Coote     | 138    | Penrith Panthers              |
| 6.  | Nathan Gardner    | 136    | Parramatta Eels               |
| 7.  | Jordan Kahu       | 124    | Brisbane Broncos              |
| 8.  | Eddie Paea        | 122    | South Sydney Rabbitohs        |
| 9.  | Chris Sandow      | 118    | South Sydney Rabbitohs        |
| 10. | Daly Cherry-Evans | 113    | Manly-Warringah Sea Eagles    |